# Ksar de Ait Ben Hadu
El ksar de Ait Ben Hadu (en tamazight: ⴰⵢⵜ ⵃⴰⴷⴷⵓ, Ath Benhadu) es ksar o «ciudad fortificada» de Marruecos que se encuentra en la provincia de Uarzazat, en la región de Draa-Tafilalet. Se extiende a lo largo del río Ounila. La mayoría de los habitantes de la ciudad viven en el nuevo pueblo al otro lado del río,  sin embargo, algunas familias aún viven dentro del ksar.
El ksar es una agrupación principalmente colectiva de viviendas. En el interior de las murallas defensivas, reforzadas por torres angulares y perforadas por una puerta deflectora, se agolpan las casas, algunas modestas, otras parecen pequeños castillos urbanos con sus altas torres angulares y las partes superiores decoradas con motivos en ladrillo de arcilla, pero también hay edificios y zonas comunitarias. Se trata de un extraordinario conjunto de edificios que ofrece un panorama completo de las técnicas de construcción en tierra presaharianas. Las construcciones más antiguas no parecen ser anteriores al siglo XVII, aunque su estructura y técnica se propagaron desde una época muy temprana en los valles del sur de Marruecos. El lugar era también uno de los numerosos puestos comerciales de la ruta comercial que unía el antiguo Sudán con Marrakech por el valle del Dra y el paso de Tizi-n'Telouet. Arquitectónicamente, las viviendas forman un conjunto compacto, cerrado y suspendido.
En el ksar se han realizado varias películas y series famosas (de hecho una de sus puertas monumentales no es original, pues fue construida con motivo del rodaje de la película La Joya del Nilo).
El «ksar de Ait Ben Hadu» fue declarado Patrimonio de la Humanidad por la Unesco en el año 1987, describiéndolo del siguiente modo:

Formado por un conjunto de edificios de adobe rodeados por altas murallas, el ksar es un tipo de hábitat tradicional presahariano. El de Ait Ben Hadu, situado en la provincia de Uarzazat, es un es un ejemplo notable de la arquitectura del sur de Marruecos.
Entrada «Ksar de Ait Ben Hadu» del World Heritage Centre 

## Historia

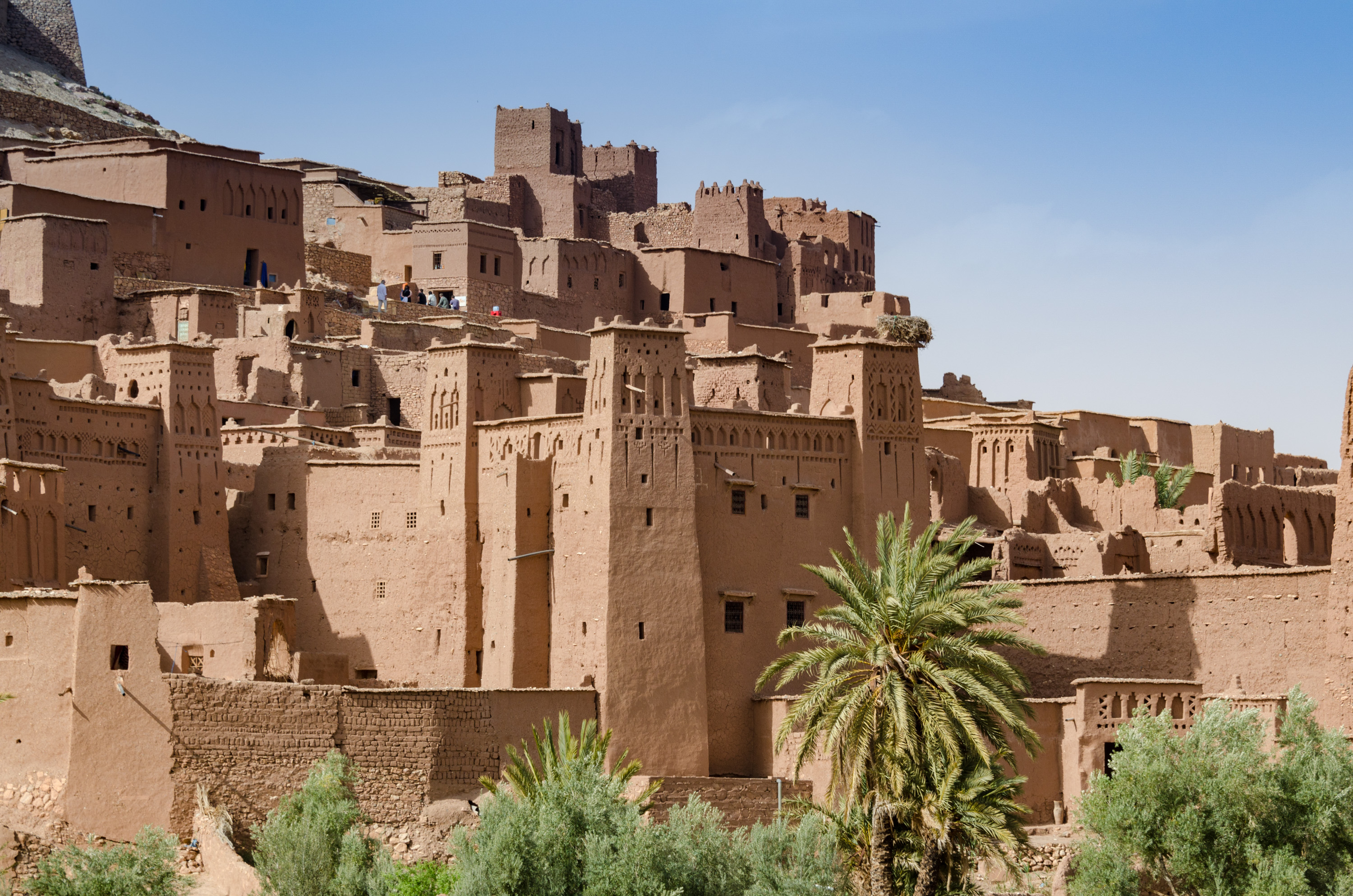
Vista del acceso

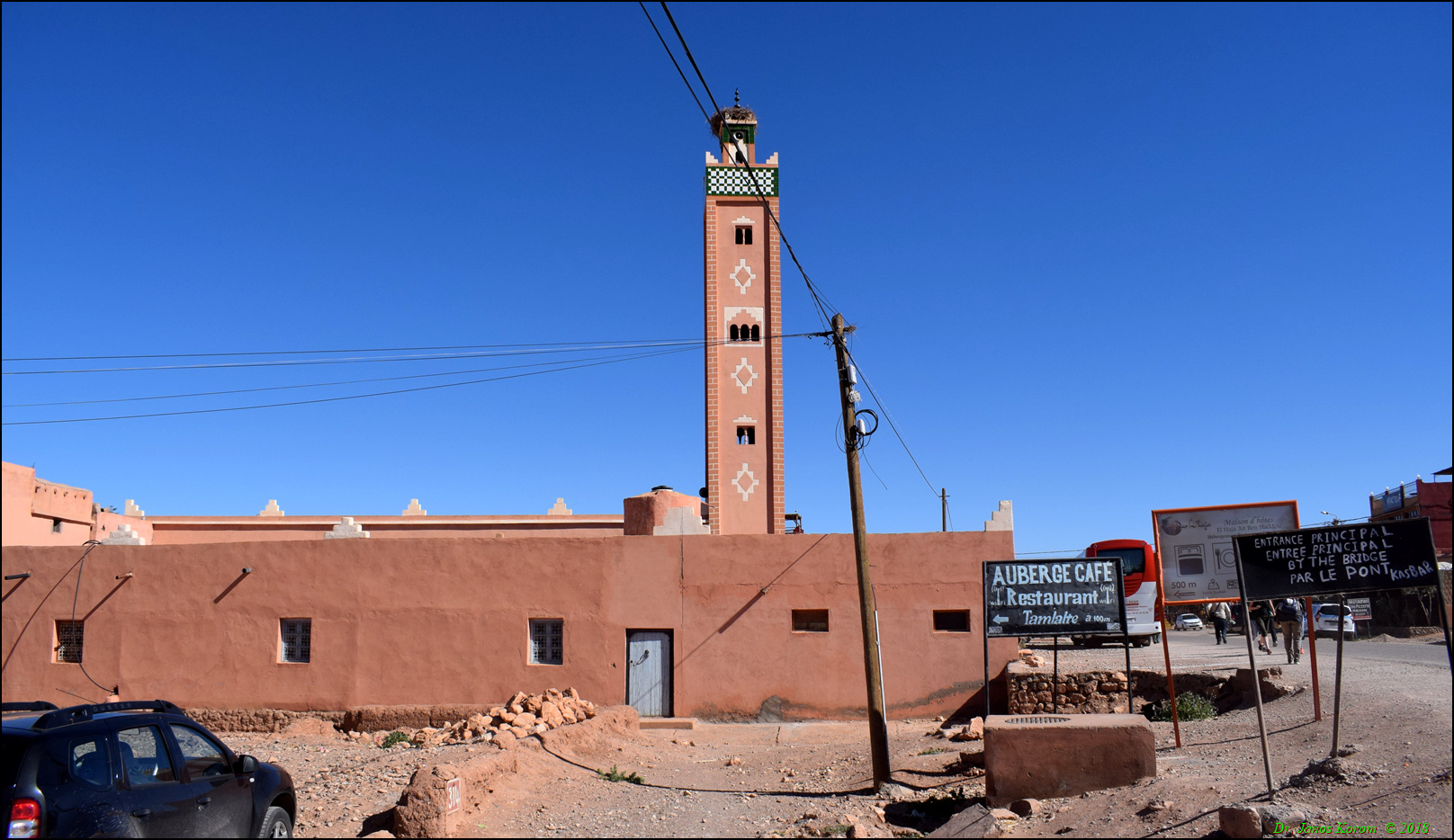
Mezquita en el pueblo moderno donde viven ahora la mayoría de los residentes, al otro lado del valle del antiguo ksar.

El emplazamiento del ksar ha estado fortificado desde el siglo XI durante el periodo almorávide. Se cree que ninguno de los edificios actuales es anterior al siglo XVII, pero es probable que se construyeran con los mismos métodos de construcción y diseños que se habían utilizado durante siglos. La importancia estratégica del lugar se debía a su ubicación en el valle de Ounila, a lo largo de una de las principales rutas comerciales trans-saharianas. El paso de Tizi n'Tichka, al que se llegaba por esta vía, era una de las pocas rutas que atravesaban las montañas del Atlas, cruzando entre Marrakech y el Valle del Draa en el borde del Sahara. A lo largo de esta ruta se encontraban otras kasbahs y ksour, como la cercana Tamdaght al norte.
A principios del siglo XXI, el propio ksar sólo está habitado por varias familias. La disminución del número de habitantes a lo largo del tiempo es el resultado de la pérdida de importancia estratégica del valle en el siglo XX. La mayoría de los habitantes locales viven ahora en viviendas modernas en el pueblo del otro lado del río, y se procuran su sustento mediante la agricultura y, sobre todo, el comercio turístico. En 2011 se completó un nuevo puente peatonal que une el antiguo ksar con el pueblo moderno, con el objetivo de hacer el ksar más accesible y de animar a los habitantes a volver a instalarse en sus casas históricas.

## Descripción
El palacio está situado en una meseta, en cuyo punto más alto se encuentra Agadir, y está rodeado de zonas agrícolas. Los edificios se disponen en balcones, conectados entre sí por recorridos sinuosos en forma de pendientes o escaleras, siguiendo la topografía. Este sitio ofrece varias ventajas, entre ellas:
- La protección, especialmente para Agadir, es el almacén colectivo en el que todos los residentes guardan sus pertenencias,
- Iluminación y ventilación natural para todos los edificios,
- Evitando la acumulación de agua de lluvia en el interior del palacio y dirigiéndola fácilmente hacia las zonas agrícolas,
- Vistas panorámicas desde todos los tejados y ventana

### Trazado del sitio

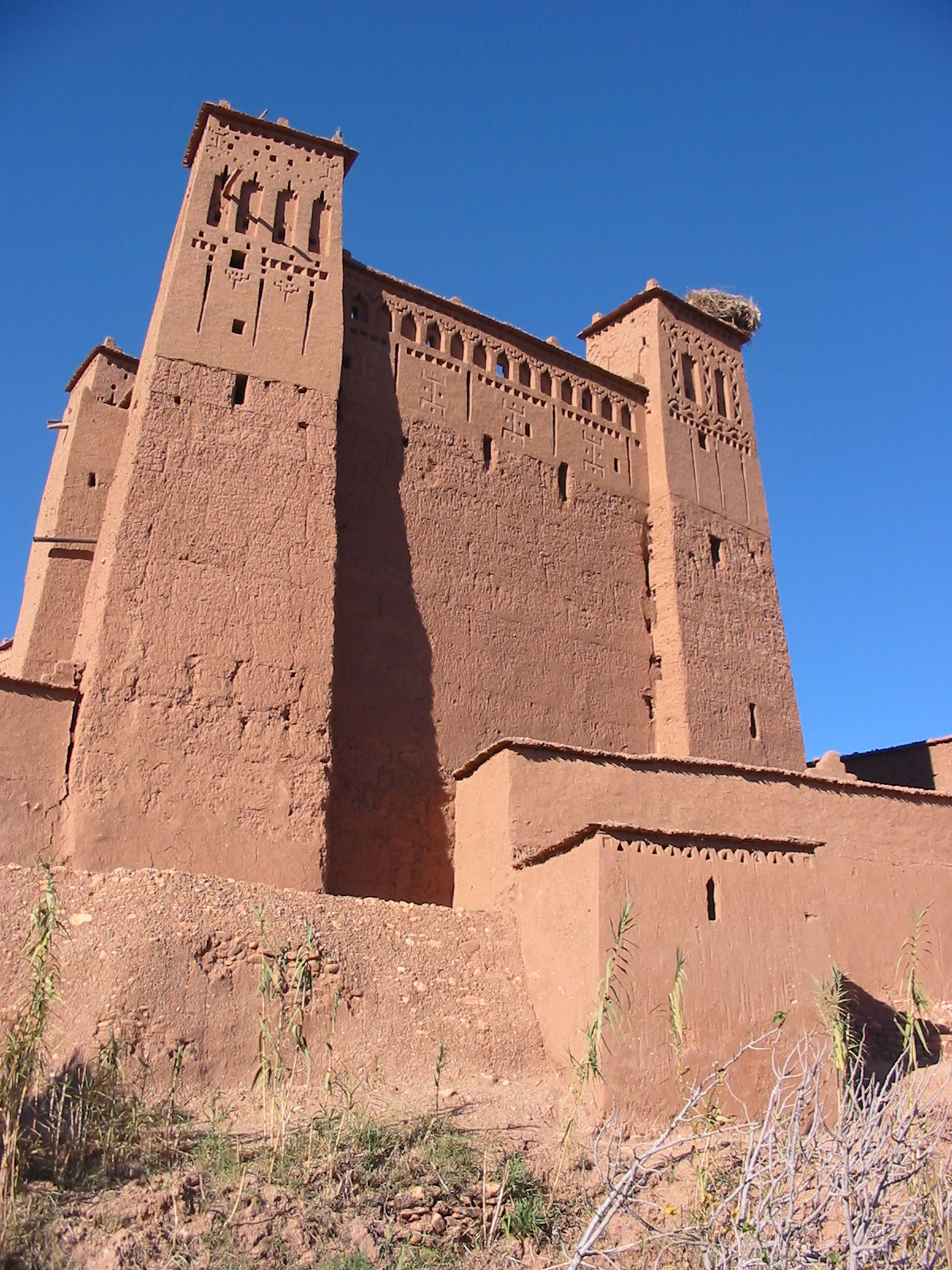
La kasbah (estructura fortificada) en la parte baja del pueblo.

El ksar está situado en la ladera de una colina junto al río Ounila (Asif Ounila). Los edificios de la aldea están agrupados dentro de una muralla defensiva que incluye torres en las esquinas y una puerta. Incluyen viviendas de diversos tamaños que van desde casas modestas hasta estructuras altas con torres. Algunos de los edificios están decorados en su parte superior con motivos geométricos. El pueblo también cuenta con varios edificios públicos o comunitarios, como una mezquita, un caravasar, una kasbah (fortificación tipo castillo) y el morabito de Sidi Ali o Amer. En la cima de la colina, con vistas al ksar, se encuentran los restos de un gran granero colectivo fortificado ( denominado agadir). También hay una plaza pública, un cementerio musulmán y un cementerio judío. Fuera de las murallas del ksar había una zona en la que se cultivaba y trillaba el grano.

### Materiales de construcción
Las estructuras del ksar están hechas completamente de tierra apisonada, adobe, ladrillos de arcilla y madera. La tierra apisonada (también conocida como pisé, tabia o al-luh) era un material muy práctico y económico, pero requería un mantenimiento constante. Estaba hecho de tierra comprimida y barro, normalmente mezclado con otros materiales para facilitar la adherencia. Las estructuras de Ait Benhaddou y de otras kasbahs y ksour de toda esta región de Marruecos solían emplear una mezcla de tierra y paja, relativamente permeable y fácilmente erosionable por la lluvia con el paso del tiempo. Como resultado, las aldeas de este tipo pueden empezar a desmoronarse unas pocas décadas después de ser abandonadas. En Ait Benhaddou, las estructuras más altas se hacían de tierra apisonada hasta su primer piso, mientras que los pisos superiores se hacían de adobe más ligero para reducir la carga de los muros.

## Conservación

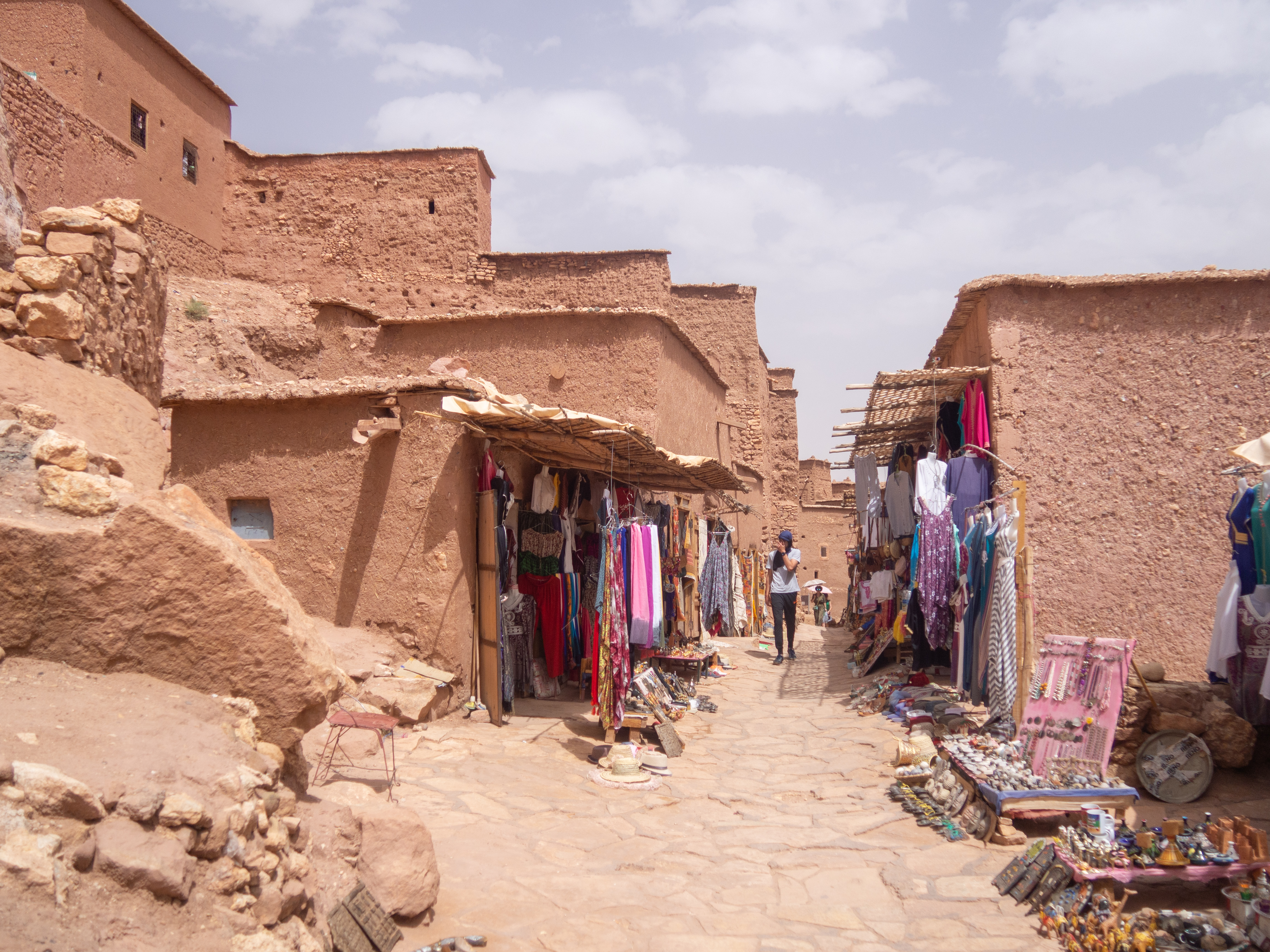
Puestos callejeros-

El ksar ha sido objeto de importantes restauraciones en los tiempos modernos, gracias en parte a su uso como escenario de rodajes de películas de Hollywood y a su inscripción en la lista del Patrimonio Mundial de la UNESCO en 1987. La UNESCO informa de que el ksar ha "preservado su autenticidad arquitectónica en cuanto a configuración y materiales" al seguir utilizando materiales y técnicas de construcción tradicionales y evitar en gran medida las nuevas construcciones de hormigón. Un comité local se encarga de supervisar y gestionar el sitio.

## Escenario de películas
Parte de las siguientes películas y series de televisión han sido rodadas en escenarios de Ksar Ait Ben Hadu:
- Lawrence de Arabia (1962)
- Sodoma y Gomorra (1962)
- La joya del Nilo (1985)
- Jesús de Nazareth (1977)
- Marco Polo (1982)
- The Living Daylights (1987)
- La última tentación de Cristo (1988)
- El cielo protector (1990)
- Kundun (1997)
- La momia (1999)
- Gladiator (2000)[16]
- Alejandro Magno (2004)
- Sahara (2005)
- El reino de los cielos (2005)
- Babel (2006)
- Prince of Persia: The Sands of Time (2010)
- Hanna (2011)
- Juego de tronos (2011)
- La reina del desierto (2015)
- Una vida en nuestro planeta (2020)

Ait Ben Hadu también se utilizó en partes de la serie de televisión Juego de Tronos, las series de las televisiones brasileña  O Clone y australiana  The Amazing Race Australia 6.

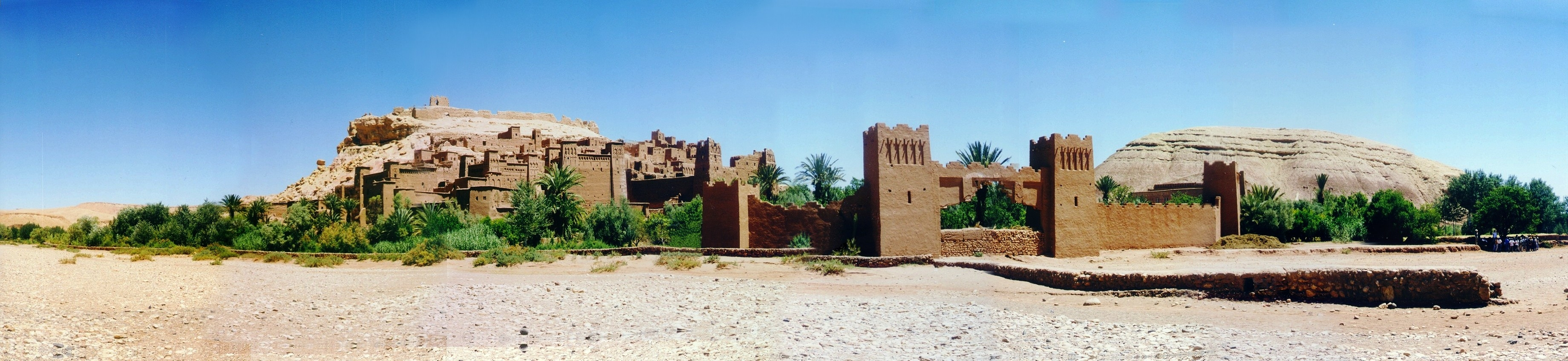
Vista panorámica de Ait Ben Hadu con el valle desecado del río Asif Mellah. Las dos puertas que se ven abajo a la derecha en primer plano de la imagen, así como los muros adyacentes a los lados, se erigieron como un decorado de película (madera, poliestireno, resina sintética) para realzar el efecto del paisaje urbano autónomo más allá de sus dimensiones reales.